# لیک ویو تریس (لس آنجلس)
لیک ویو تریس (انگلیسی: Lake View Terrace, Los Angeles) یک منطقه جنگلی است که در حومه شهر دره سن فرناندو در منطقه لس آنجلس کالیفرنیا قرار دارد.